# Safira
Safira (do arábico: ياقوت أزرق , safir, "pedra preciosa") é uma variedade da forma monocristalina de óxido de alumínio, (Al2O3), um mineral chamado coríndon. Pode ser encontrada na natureza sob a forma de gemas ou produzida de forma sintética para uma infinidade de aplicações.

## A criação

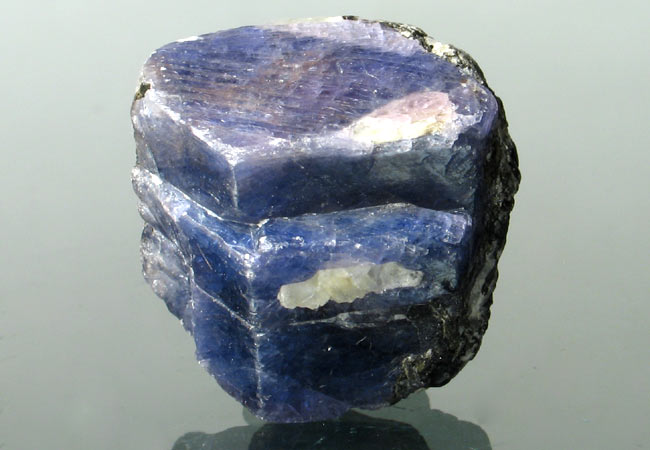
Safira em estado bruto, de Madagascar

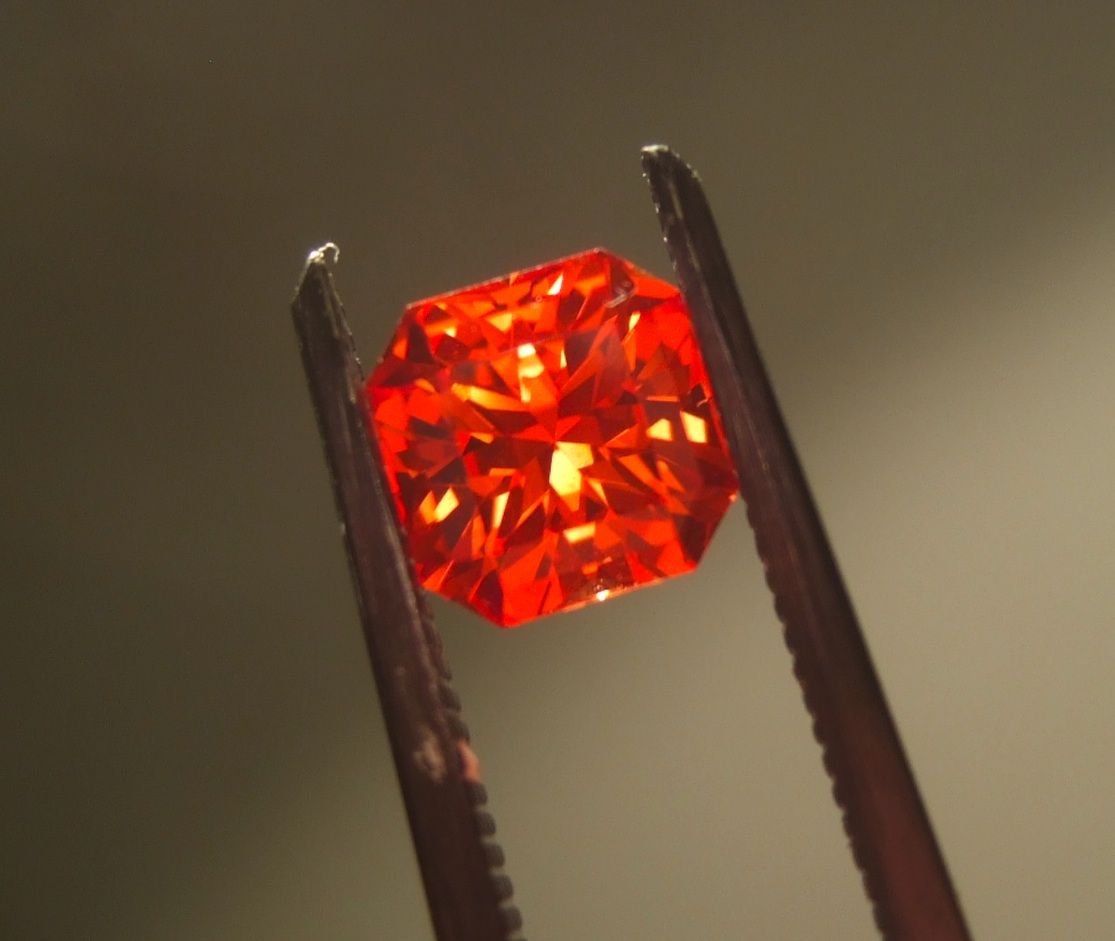
Safira Padparadscha, a variedade mais rara de todas. É encontrada principalmente em Sri Lanka

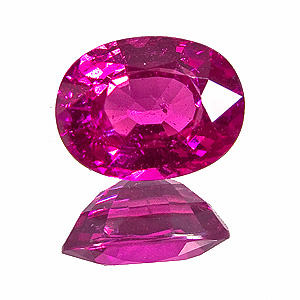
Safira Rosa

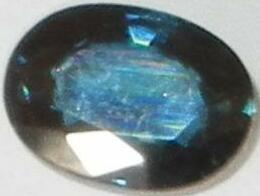
Safira azul-escura, provavelmente de origem australiana

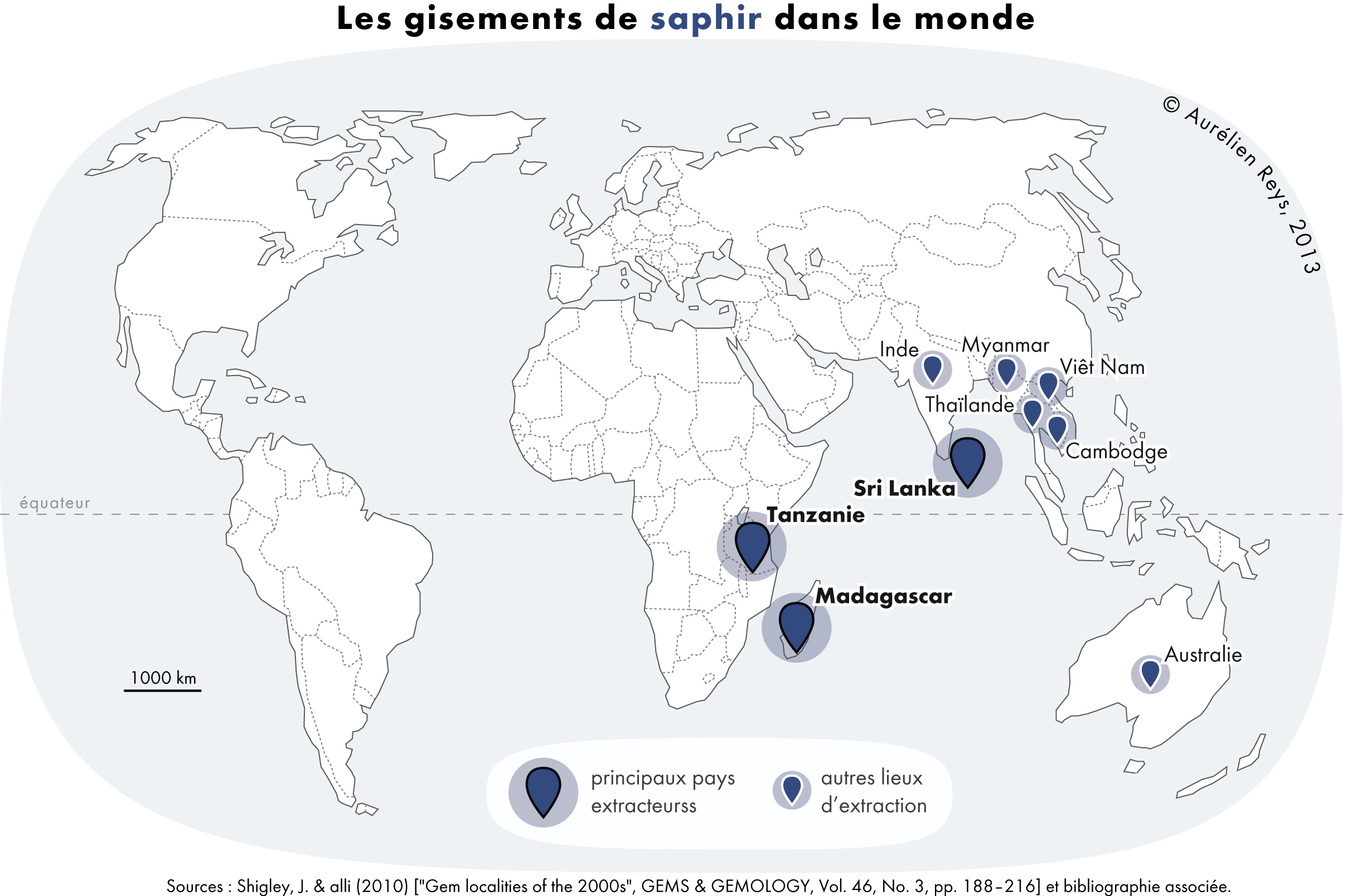
Mapa dos principais países produtores no mundo

É dado o nome "safira" a qualquer variedade de coríndon de qualidade gemológica que não seja de cor vermelha (a variedade vermelha do coríndon é o rubi).
Pode ser incolor (safira branca ou leucossafira), azul (devida, em parte, ao ferro), púrpura, dourada ou rósea, entre outras. As cores devem-se à presença de cobalto, crômio, titânio ou ferro. A safira azul, ao filtro de Chelsea, fica de cinza a preta.
Quando a cor não é especificada o termo safira refere-se à variedade azul. As safiras cor-de-rosa, amarelas, verdes, brancas e multicoloridas são frequentemente menos valorizadas do que a variedade azul de mesma qualidade e tamanho. No entanto a safira cor-de-rosa/alaranjada, designada por Padparacha ou Padparadja, é altamente valiosa. Há também safiras que mudam de cor, apresentando uma cor azul sob a luz do sol e uma cor púrpura sob a luz artificial. Esta variedade de cores deve-se às impurezas na safira. A safira pura é transparente. Traços de ferro e titânio dão a coloração azulada.
Dureza 9,0. Densidade relativa 4,00. Índice de refração 1,762-1,770. Birrefringência 0,008. Uniaxial negativa. Dispersão 0,018. Pode mostrar fluorescência (forte nas gemas sintéticas). Como o rubi, a safira tem o rutilo como inclusão frequente (cristais longos, aciculares, formando ângulos de 60º), além de zircão (com halos pleocróicos, aparecendo como um ponto luminoso), espinélio (em cristais octaédricos, comuns nas safiras de Sri Lanka), mica, hematita, granada e outros minerais. As safiras de Sri Lanka e algumas sintéticas mostram asterismo e as procedentes da Caxemira apresentam uma névoa constituída de filamentos ou tubos vazios marrons muito claros. Costuma ocorrer em mármores, basaltos ricos em alumínio, pegmatitos e em lamprófiros.
Na lapidação a safira deve ter a mesa perpendicular ao eixo principal. Se não for lapidada em cabuchão deve ter formato retangular, oval ou retangular com cantos cortados. Safiras e rubis de qualidade gemológica podem ser facilmente produzidos em laboratório, a baixo custo. As composições química e física são idênticas às das gemas naturais correspondentes. A safira é passível de confusão com cordierita, berilo, tanzanita, espodumênio, cianita, topázio e outras gemas.

É produzida principalmente no Sri Lanka. Outros produtores são Myanmar, Tailândia, Vietnam (em basaltos, no sul do país), Turquestão, Índia, Quênia, Tanzânia, Estados Unidos e Austrália. As melhores safiras vêm da Caxemira (Índia), da vila de Soomjam, mas as jazidas estão praticamente esgotadas. Ótimas gemas vêm de Myanmar (Ratnapura) e as maiores da Austrália. É rara no Brasil, existindo no Mato Grosso, Goiás, Santa Catarina e Minas Gerais. O maior centro de lapidação é a Índia.

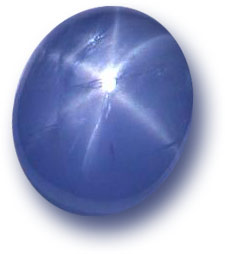
Safira azul, exibindo asterismo

A safira situa-se entre as gemas mais valiosas, embora já tenha havido época em que era usada apenas em mecanismos de relógio. A variedade azul-escura com tons de violeta é a mais valiosa de todas. A safira cinza tem valor gemológico só quando astérica.
Por tratamento térmico, a safira pode ficar tanto mais clara quanto mais escura. A amarela fica incolor e a violeta fica rósea. Usam-se temperaturas entre 1.500 °C e 1.800 °C, em forno elétrico, em ambiente com oxigênio ou não, e o processo demora de duas horas a três dias. Safiras praticamente incolores do Sri Lanka podem ficar bem azuis. Expostas a radiações as safiras incolores ou róseas ficam alaranjadas. A incolor ou amarelo-clara, sob ação dos raios X, fica amarela, semelhante a alguns topázios.
A maior safira já encontrada tinha mais de 200 g no estado bruto e foi achada em Ratnapura, Myanmar (antiga Birmânia). Das gemas lapidadas a maior de todas é a "Estrela da Índia", com 575 ct (ou 563 ct, segundo outras fontes), que está no Museu Americano de História Natural de Nova Iorque. A "Logan" tem 424 ct e cor azul. A "Estrela da Ásia", de 330 ct, está também nos Estados Unidos, na Smithsonian Institution (Washington). É também famosa a safira "Ruspoli", de 135,8 ct.
O anel de casamento de Lady Diana Spencer com Carlos, Príncipe de Gales era um anel de safira.
O Anel do Administrador e do Músico (Compositores, Maestros e Instrumentistas) tem como pedra a safira de cor azul-escura, pois é a cor que identifica as atividades criadoras, por meio das quais os homens demonstram sua capacidade de construir para o aumento de suas riquezas culturais, espirituais e materiais, tendo em vista suas preocupações não serem especulativas.

## Aplicações
Quando não serve para joias, a safira é empregada em esferográficas sofisticadas, equipamentos elétricos e óticos e em janelas de fornalhas de alta temperatura. Safiras com impurezas de titânio são usadas em lasers através de impulsos ultracurtos. Os astrólogos associam a safira, principalmente a azul, ao signo de Libra.